# 釜山北部運転免許試験場

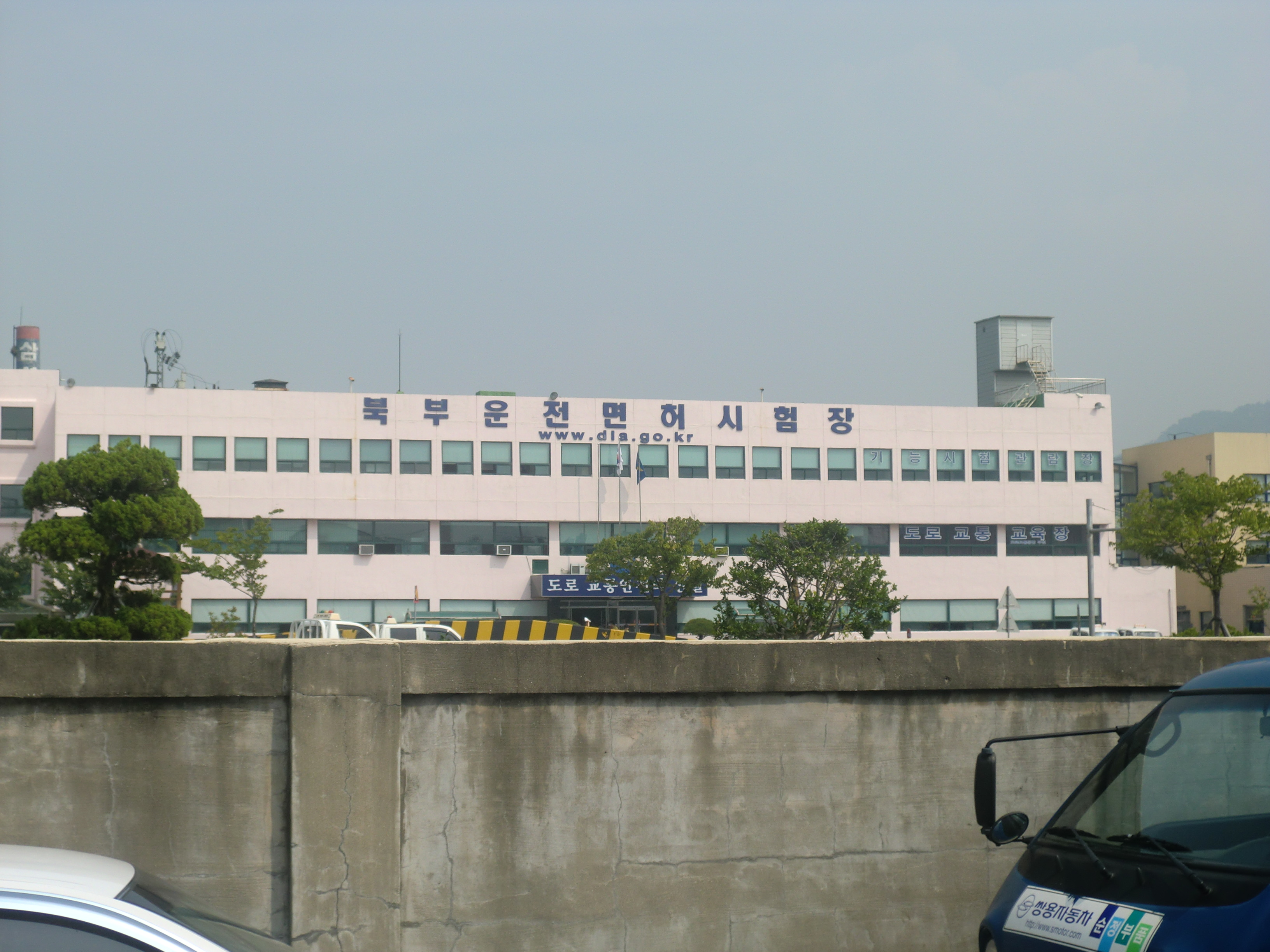
改装前の本館

釜山北部運転免許試験場（プサンほくぶうんてんめんきょしけんじょう）は釜山広域市沙上区にある道路交通公団の運転免許試験場である。元々は普通免許のみの運転免許試験場であったが、2012年7月16日から小型免許と原動機付自転車免許の試験も行われるようになった。

## 施設概要
技能試験場

### 本館
受付、休憩室、学科試験室

### 別館
売店、身体検査場

## 学科試験
- PC式
- 手話ビデオ（重度の聴覚障害者対象）

## 技能試験が可能な運転免許の種類

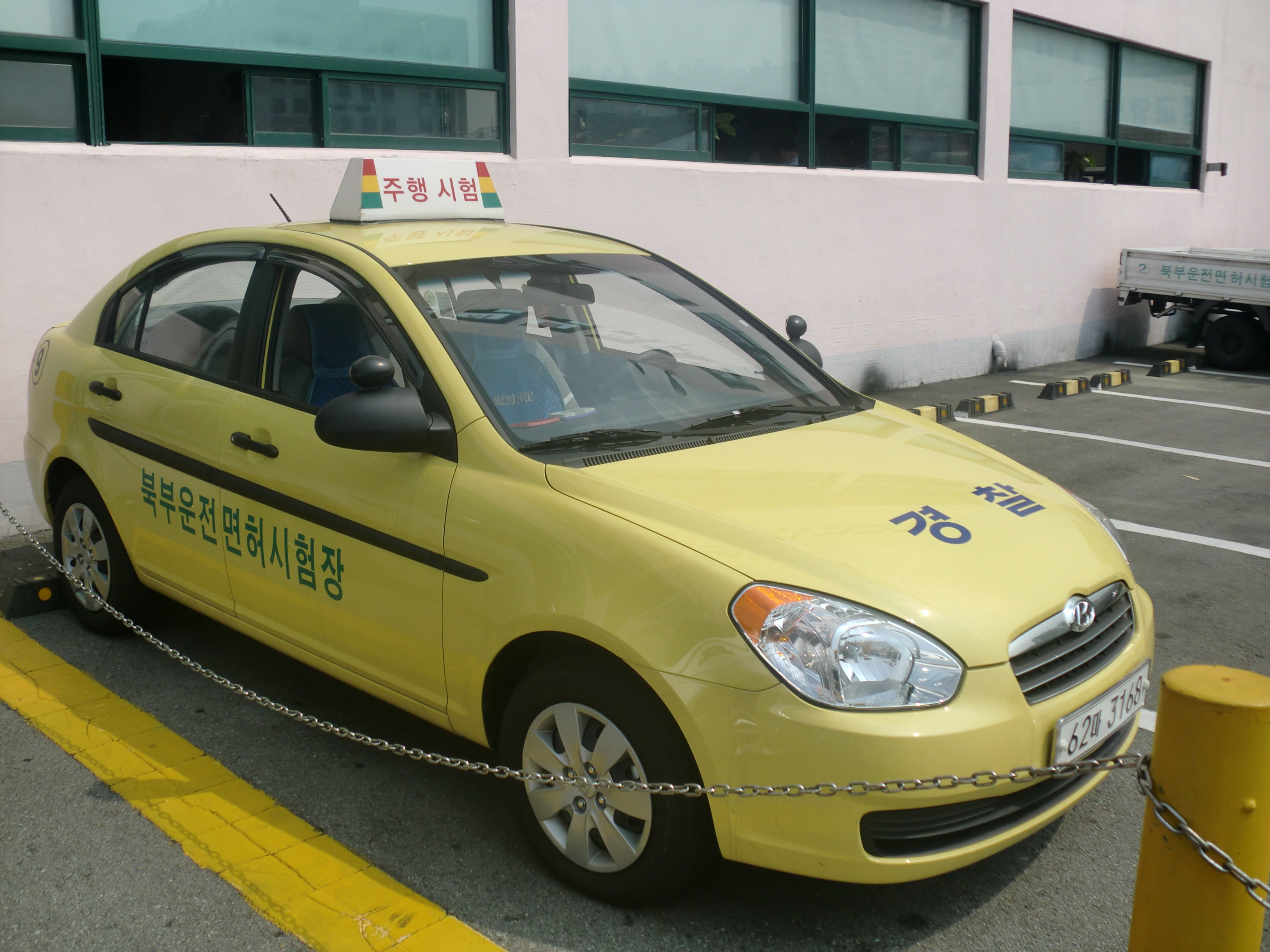
試験場内にある第二種普通免許の技能試験車（路上試験用）（ヒュンダイ・ヴェルナ）

各運転免許の詳細については運転免許の区分を参照
- 第一種普通免許
- 第二種普通免許
- 第二種小型免許
- 第二種原動機付自転車免許（多輪型原動機付自転車含む）

## 交通アクセス
- 釜山都市鉄道2号線徳浦駅3番出口から亀浦方向に300m、毛徳駅から1番出口から釜山西部バスターミナル方向へ300m